# 권혁열
권혁열(權赫烈, 1962년~)은 대한민국의 정치인으로, 제8·9·11대 강원도의원을 지냈다.

## 학력
- 사천초등학교 졸업
- 사천중학교 졸업
- 명륜고등학교 졸업
- 강릉대학교 사회과학대학 무역학 학사

## 경력
- 강릉대학교 제10~11대 총동창회 회장
- 국제로타리클럽3730지구 영동로타리클럽 회장
- 2018평창동계올림픽특별위원회 부위원장
- 제8대 강원도의회 예산결산위원회 위원
- 강원도립대 운영위원회 위원
- 강원도 지방분권특별위원회 부위원장
- 강원도 수산자원관리위원회 위원
- 2010.07 ~ 2014.06: 제8대 강원도의회 의원
- 2014.07 ~ 2018.06: 제9대 강원도의회 의원
  - 2014.07 ~ 2016.06: 제9대 강원도의회 전반기 농림수산위원회 위원장
  - 2016.07 ~ 2018.06: 제9대 강원도의회 후반기 부의장
- 2022.07 ~ : 제11대 강원도의회 의원
  - 2022.07 ~ 2024.06: 제11대 강원도의회 전반기 의장
  - 제11대 후반기 강원특별자치도의회 농림수산위원회 위원
- 2022.07 ~ 2023.09: 제18대 대한민국시도의회의장협의회 사무총장
- 2023.09 ~ 2024.06: 제18대 대한민국시도의회의장협의회 감사

## 역대 선거 결과
|  | 29.10% |

|  | 9.28% |

|  | 53.17% |

|  | 60.16% |

|  | 49.23% |

|  | 64.87% |